# Símbolos adinkra
Los adinkra son símbolos originarios de Ghana que representan conceptos o aforismos. Se utilizan mucho en tejidos, logotipos y cerámica. Se incorporan a los muros y a otros elementos arquitectónicos. Aparecen en algunos pesos de oro tradicionales de Akan. Los símbolos también se tallan en taburetes de uso doméstico y ritual. El turismo ha propiciado nuevas salidas en el uso de los símbolos en artículos como camisetas y joyas.

Símbolo "Gye nyame"

Los símbolos tienen una función decorativa, pero también representan objetos que encierran mensajes evocadores que transmiten la sabiduría tradicional, aspectos de la vida o el medio ambiente. Hay muchos símbolos con distintos significados, a menudo relacionados con proverbios. En palabras de Kwame Anthony Appiah, eran uno de los medios para «apoyar la transmisión de un complejo y matizado cuerpo de prácticas y creencias».

## Historia

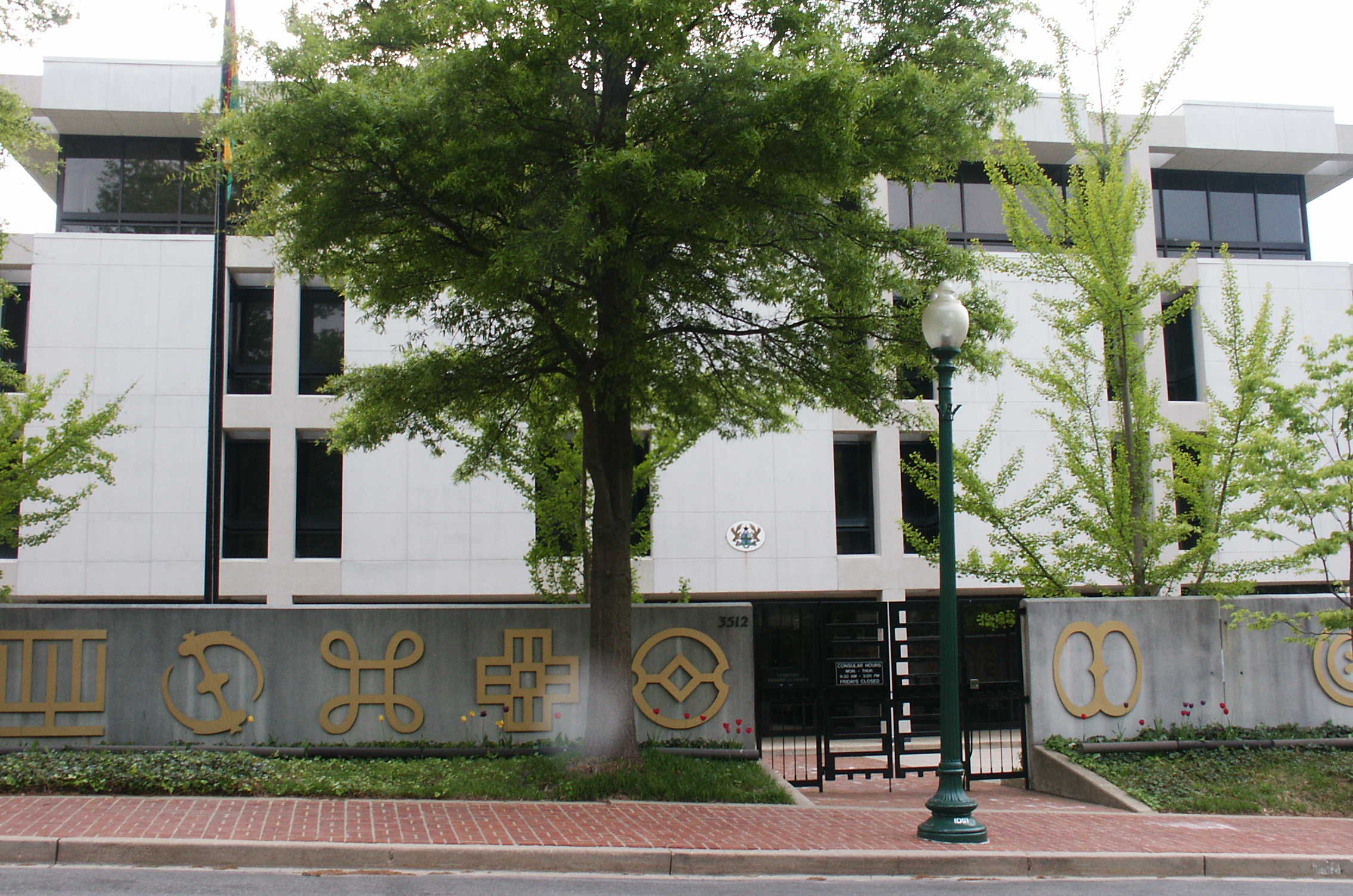
Símbolos adinkra en la fachada de la Embajada de Ghana en los Estados Unidos.

Los símbolos Adinkra fueron creados originalmente por el pueblo bono de Gyaman. El rey de Gyaman, Nana Kwadwo Agyemang Adinkra, creó o diseñó originalmente estos símbolos, dándoles su nombre. Los símbolos de Adinkra se utilizaron en gran medida en la cerámica, los taburetes, etc. del pueblo de Bono. Las telas de Adinkra las llevaba el rey de Gyaman, y su uso se extendió de bono Gyaman al pueblo asante y otros reinos akan tras su derrota. Se dice que los diseñadores del gremio que diseñaban esta tela para los reyes se vieron obligados a enseñar el oficio a los asantes. El primer hijo del rey de Gyaman, Nana Kwadwo Agyemang Adinkra, Apau, de quien se dice que conocía bien la artesanía de Adinkra, fue obligado a enseñar más sobre las telas de Adinkra. Los relatos orales atestiguan que Adinkra Apau enseñó el proceso a un hombre llamado Kwaku Dwaku en un pueblo cercano a Kumasi. Con el tiempo, todos los pueblos akan, incluidos los fante, los akuapem y los akyem, hicieron de los símbolos adinkra una parte importante de su cultura, ya que todos ellos proceden del antiguo reino de bono.
La tela de adinkra más antigua que se conserva se fabricó en 1817. La tela presenta 15 símbolos estampados, entre ellos nsroma (estrellas), dono ntoasuo (tambores dobles de dono) y diamantes. Los motivos se imprimieron con sellos de calabaza tallada y un tinte de origen vegetal. Se encuentra en el Museo Británico desde 1818, cuando fue donada por Thomas E. Bowdich.
La siguiente pieza más antigua de tejido adinkra fue enviada en 1825 desde el castillo de Elmina al gabinete real de curiosidades de La Haya, en respuesta a un encargo del comandante F. Last, nombrado comandante temporal de la Costa de Oro neerlandesa. Hizo encargar la tela al jefe supremo fante de Elmina para Guillermo I de Holanda, lo que explicaría que el escudo de armas de los Países Bajos esté en el centro. Los demás motivos son típicos de las adinkras más antiguas. Actualmente se expone en el Museo de Etnología de Leiden.
En noviembre de 2020, un consejo escolar de York (Pensilvania) prohibió «un libro de colorear para niños en el que aparecían símbolos africanos adrinkra [sic] encontrados en telas, logotipos y cerámica».

## Telas adinkra

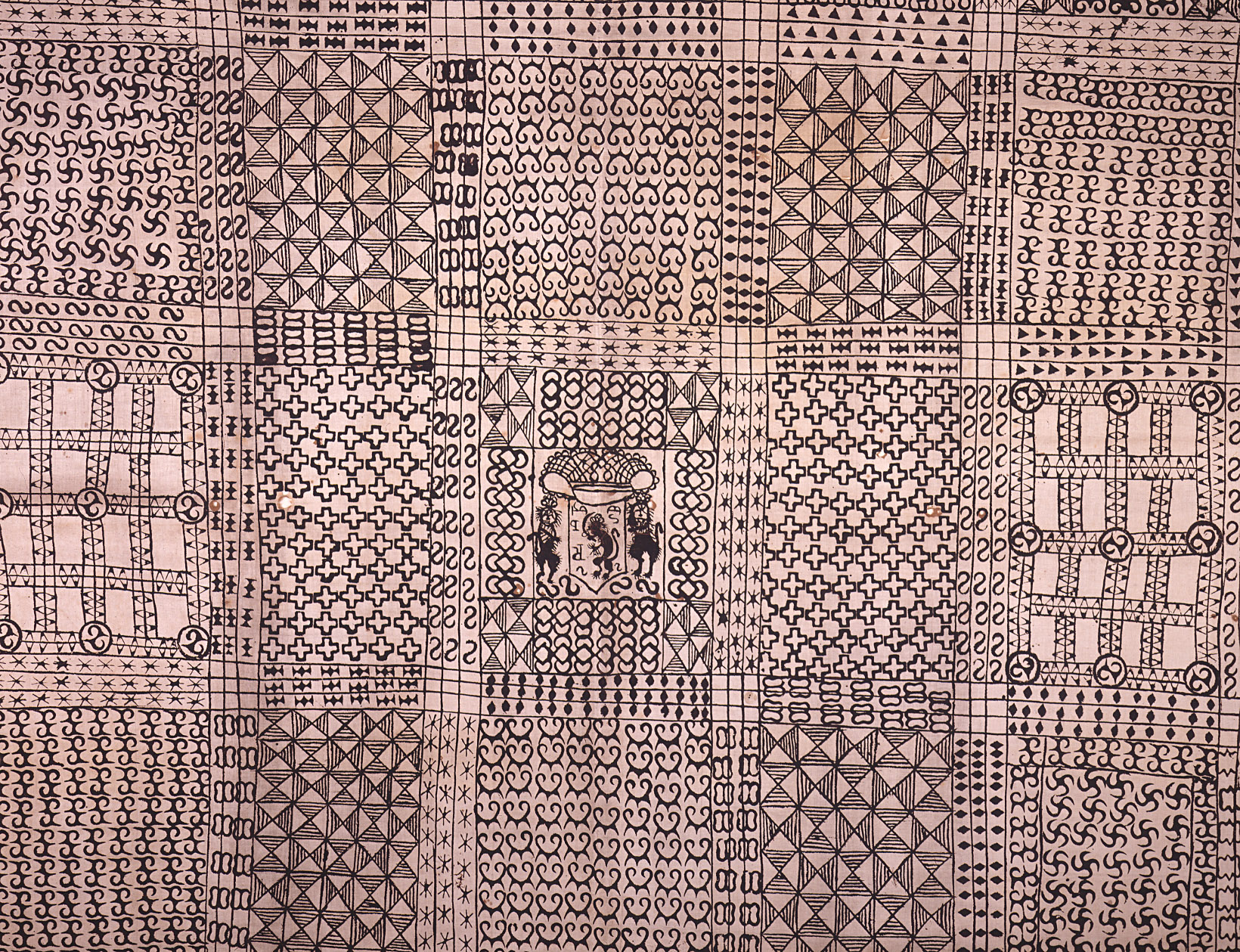
Tela adinkra

En akan (twi), el término adinkra no se refiere a los símbolos, sino a un tipo concreto de tela. Los paños de adinkra los llevaban tradicionalmente sólo la realeza y los líderes espirituales en los funerales y otras ocasiones muy especiales. Antiguamente se imprimían a mano en telas de algodón natural sin teñir, rojas, marrones oscuras o negras, según la ocasión y el papel del portador; hoy en día suelen producirse en serie en telas de colores más vivos.
El centro actual de la producción tradicional de telas de adinkra es de Ghana, Ntɔnso, a 20 km al noroeste de Kumasi y en Costa de Marfil. El pigmento oscuro del aduro de adinkra para el estampado se fabrica allí, remojando, pulverizando y hirviendo la corteza interior y las raíces del árbol de badie (Bridelia ferruginea) en agua sobre un fuego de leña. Una vez que se libera el color oscuro, se cuela la mezcla y se hierve durante varias horas más hasta que se espesa. Los sellos se tallan en el fondo de una pieza de calabaza. Miden entre cinco y ocho centímetros cuadrados. Tienen un asa en la parte posterior y el propio sello está ligeramente curvado para poder poner el tinte con un movimiento de balanceo.

## Ejemplos de símbolos adinkra

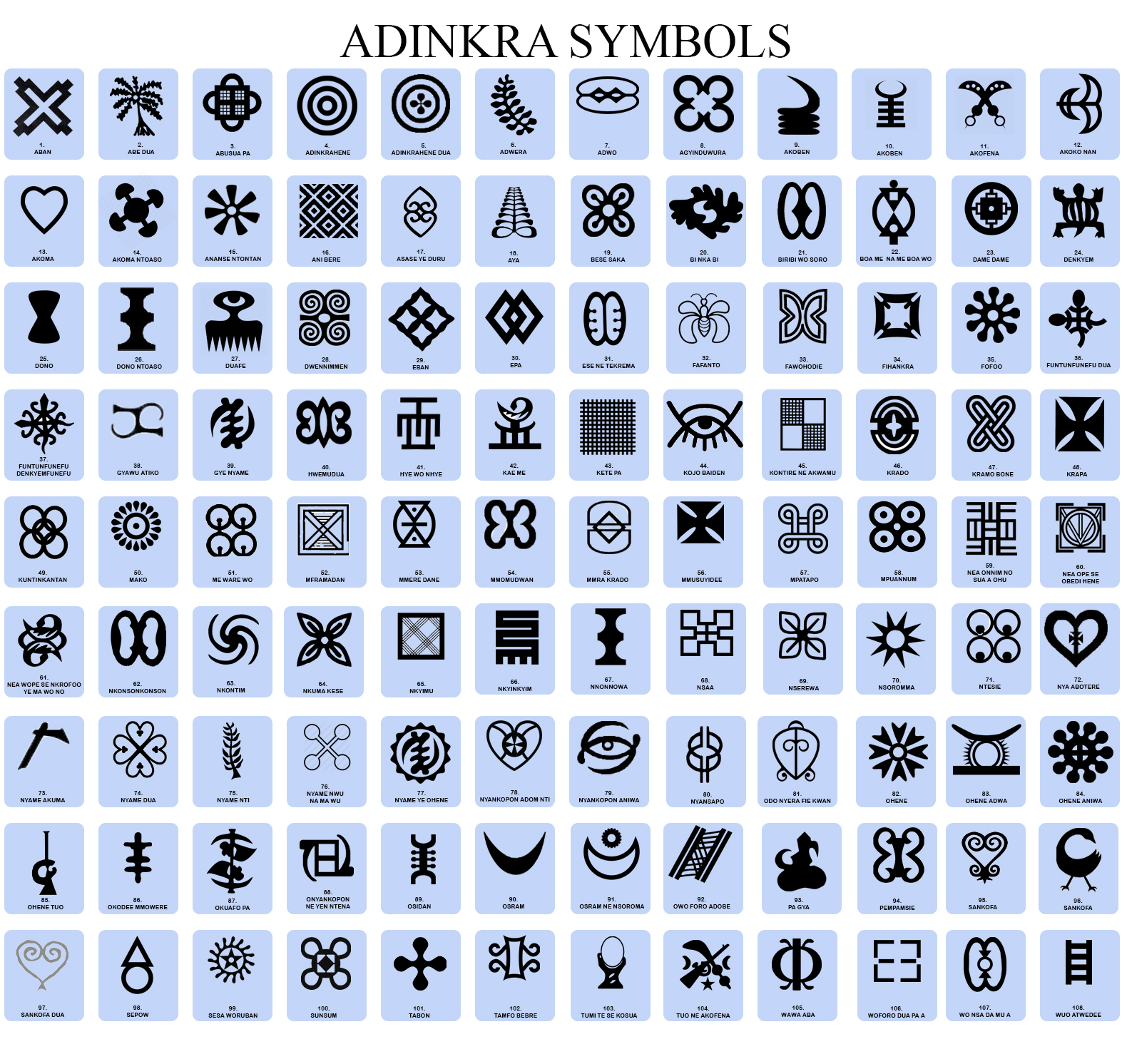
Muestras de símbolos Adinkra grabados

Muestra grabada de 53 símbolos adinkra y sus significados.
| Número     | Nombre del símbolo                         | Significado literal                                                                                  | Detalles | Símbolos relacionados |  |
| ---------- | ------------------------------------------ | --- | --- | --------------------- |  |
| 1          | Aban                                       | una casa de dos pisos, un castillo                                                                   | este diseño fue usado antiguamente por el Rey de Gyaman solo |                       |  |
| 4          | Adinkira 'hene                             | el rey adinkira                                                                                      | "jefe" de todos estos diseños de Adinkira |                       |  |
| 8          | Agyindawuru                                | el gong del árbol agyin                                                                              | el jugo de un árbol de ese nombre se exprime a veces en un gong y se dice que el sonido es agradable para los espíritus |                       |  |
|            | Akam                                       | una planta comestible, posiblemente un ñame                                                          | |                       |  |
| 9          | Akoben                                     | el cuerno de guerra                                                                                  | |                       |  |
| 12         | Akoko nan tia 'ba, na nkum 'ba             | Una gallina pisa a los pollos pero no los mata                                                       | |                       |  |
| 13         | Akoma                                      | un corazón, con una cruz en el centro                                                                | |                       |  |
|            | [Sin listar]                               | | | N.º 13                |  |
| 14         | AKOMA NTOSO                                | los corazones unidos                                                                                 | |                       |  |
| 18         | Aya                                        | el helecho                                                                                           | la palabra también significa "no te tengo miedo", "soy independiente de ti" y el portador puede darlo a entender al llevarlo |                       |  |
| 20         | BI NKA BI                                  | nadie debe morder al otro                                                                            | |                       |  |
| 23         | DAME-DAME                                  | nombre de un juego de mesa                                                                           | símbolo de inteligencia e ingenio |                       |  |
| 25         | Dono                                       | el tambor dono                                                                                       | |                       |  |
| 26         | Dono ntoasuo                               | el tambor dono doble                                                                                 | |                       |  |
| 27         | Duafe                                      | el peine de madera                                                                                   | |                       |  |
| 28         | Dwenini aben                               | los cuernos de carnero                                                                               | |                       |  |
| 30         | Epa                                        | grilletes                                                                                            | |                       |  |
| 34         | Fihankra                                   | la casa circular                                                                                     | |                       |  |
| 35         | Se die fofoo pe, ne se gyinantwi abo bedie | lo que quiere la planta de fofoo de flor amarilla es que las semillas de gyinantwi se vuelvan negras | Un dicho de Bono. Uno de los diseños de tela de algodón lleva el mismo nombre. El fofoo, cuyo nombre botánico es Bidens pilosa, tiene una pequeña flor amarilla que, cuando se le caen los pétalos, se convierte en una semilla negra con pinchos. Se dice de una persona celosa. Según Ayensu (1978), el gyinantwi también se refiere a Bidens pilosa. |                       |  |
| 37         | Funtunfunefu Denkyemfunefu                 | cocodrilos siameses                                                                                  | Comparten un mismo estómago pero se pelean por la comida |                       |  |
| 38         | Gyawu Atiko                                | la parte posterior de la cabeza de Gyawu                                                             | Gyawu era un subjefe de Gyaman que en la ceremonia de Adae Kesse se dice que tenía el pelo afeitado de esta manera |                       |  |
| 39         | Gye Nyame                                  | "Salvo Dios" o "Sólo Dios                                                                            | |                       |  |
| 41         | Hye wo nhye                                | El que quiere quemarte no se quema                                                                   | |                       |  |
| 44         | Kojo Biaden                                | | |                       |  |
| 47         | Papani amma yenhu Kramo                    | El (gran número de) personas que hacen el bien nos impide saber quiénes son realmente mahometanos    | dado que a los seguidores del Islam se les ordena hacer buenas obras en la comunidad, y que un número cada vez mayor de no musulmanes también lo hacen, ya no podemos utilizar ese criterio para distinguir a los musulmanes que viven entre nosotros                                                                                                   |                       |  |
| 49         | Kuntinkantan                               | doblado y extendido                                                                                  | kuntinkantan se utiliza en el sentido de 'no presumir, no ser arrogante' |                       |  |
| 50         | [ninguno listado]                          | | copiado de los europeos |                       |  |
| Non listed | Kwatakye atiko                             | en la parte posterior de la cabeza de Kwatakye                                                       | Kwatakye era un capitán de guerra de uno de los reyes Gyaman; en la ceremonia de Adae Kesse se dice que se cortó el pelo de esta manera |                       |  |
| Non listed | Mmrafo ani ase                             | los queloides en un hombre Hausa                                                                     | |                       |  |
| 55         | Mmra Krado                                 | la cerradura del hombre Hausa                                                                        | |                       |  |
| 56         | Musuyidie                                  | algo para eliminar el mal                                                                            | un paño con este diseño estampado yacía junto al lecho de dormir del rey de Gyaman, y todas las mañanas, al levantarse, colocaba su pie izquierdo sobre él tres veces |                       |  |
| 58         | Mpuannum                                   | cinco mechones (de pelo)                                                                             | |                       |  |
| 62         | Nkonsonkonson                              | eslabones de una cadena                                                                              | |                       |  |
| 63         | Nkotimsefuopua                             | | ciertas asistentes de la Reina Madre que vestían su cabello de esta manera. Similar a una esvástica. |                       |  |
| 66         | Nkyimkyim                                  | el patrón retorcido                                                                                  | |                       |  |
| 68         | Nsaa                                       | | de un diseño de este nombre que se encuentra en las telas nsa |                       |  |
| 69         | Nsirewa                                    | cauris                                                                                               | |                       |  |
| 70         | Nsoroma / Nsoromma                         | un niño del Cielo / Niño del Cielo                                                                   | refiriéndose al dicho: Oba Nyankon soroma te Nyame so na onte ne ho so, 'Como la estrella, el hijo del Ser Supremo, descanso con Dios y no dependo de mí mismo'. / el patrón estaba en la almohada del rey de Gyaman |                       |  |
| 71         | Ma te; Masie                               | He oído (lo que has dicho); lo he ocultado                                                           | esto ensalza la virtud de ser capaz de mantener una confianza |                       |  |
| Non listed | Nyame, biribi wo soro, ma no me ka me nsa  | Oh Dios, todo lo que está arriba, permite que mi mano lo toque                                       | el patrón se estampó en papel y se colgó sobre el dintel de una puerta del palacio. El rey de Gyaman solía tocar el dintel, luego su frente y después su pecho, repitiendo estas palabras tres veces |                       |  |
| 74         | Nyame dua                                  | un altar al Dios del Cielo                                                                           | |                       |  |
| 76         | Nyame nwu na ma wu                         | Que Nyame muera antes que yo                                                                         | |                       |  |
| Non listed | Obi nka obie                               | No ofendo a nadie sin causa                                                                          | |                       |  |
| 84         | Ohene niwa                                 | (en) los ojitos del rey                                                                              | Estar en el favor del rey |                       |  |
| 85         | Ohen' tuo                                  | el arma del rey                                                                                      | |                       |  |
| 86         | Kodie mmowerewa                            | las garras del águila                                                                                | |                       |  |
| 96         | Sankofa                                    | vuelve a buscarlo                                                                                    | |                       |  |
| 97         | Sankofa                                    | vuelve a buscarlo                                                                                    | |                       |  |
| 98         | Sepow                                      | un cuchillo clavado en las mejillas de un hombre                                                     | el hombre está a punto de ser ejecutado para evitar que invoque una maldición sobre el rey |                       |  |